# Hiroshi Yamauchi
Hiroshi Yamauchi (山内 溥, Yamauchi Hiroshi, Quioto, 7 de novembro de 1927 – Quioto, 19 de setembro de 2013) foi o presidente da empresa japonesa Nintendo, de 1950 a 2002, e, em março de 2012, foi o 12º homem mais rico do Japão, tendo uma fortuna de cerca de 8 bilhões de dólares. Também foi dono dos Seattle Mariners, time de beisebol.
No dia do seu falecimento, Yamauchi foi o segundo maior acionista da Nintendo.
Yamauchi assumiu a Nintendo no início de 1950, a empresa foi fundada por Fusajiro Yamauchi, em 23 de setembro de 1889. Foi o grande responsável por transformar a empresa, que até então vendia cartas de baralho Hanafuda e outros tipos, na maior e mais lucrativa companhia de videogames do mundo.
Foi conhecido por sua dureza com seus funcionários, e de ser um ótimo empreendedor. No início, fez uma parceria com a Walt Disney para produzir cartas tematizadas com os famosos personagens da empresa. Anos mais tarde, decidiu diversificar os ramos da empresa, trabalhando com uma rede de motéis e companhias de táxi, entre outros ramos não bem-sucedidos. Em 1975, observando o sucesso crescente dos videogames nos Estados Unidos e Japão, Yamauchi faz uma parceria com a empresa Magnavox para distribuir seu console Odyssey no Japão. Em 1977, contratou Shigeru Miyamoto (criador das franquias Mario, The Legend of Zelda, Donkey Kong, etc, que mais tarde viria a se tornar um dos maiores nomes da indústria de games) como funcionário, que mais tarde criaria Donkey Kong, jogo que deu início ao sucesso da empresa no mercado de videogames.
Nos anos seguintes, lançou diversos consoles (domésticos e portáteis) e seguiu até sua aposentadoria em 2002, quando passou o cargo de presidente para Satoru Iwata.